# Lago Eyre
El lago Eyre (del inglés: Lake Eyre), conocido oficialmente como Kati Thanda–Lake Eyre, es, en las raras ocasiones en que está lleno, el lago más grande de Australia y también el punto más bajo del país (aproximadamente 15 m por debajo del nivel del mar). Se trata de un lago endorreico que drena la cuenca del lago Eyre.
El lago está ubicado en la zona desértica de Australia central, al norte de Australia del Sur. La cuenca del lago Eyre es un enorme sistema endorreico alrededor del lago, cuya parte más baja está cubierta por una capa salada característica de los sistemas endorreicos, producida por la expansión cada temporada del volumen de agua y la consecuente evaporación de las aguas atrapadas. Aun en las temporadas más cálidas, casi siempre queda algo de agua en el lago, que normalmente se recoge en una serie de lagos subterráneos más pequeños. Durante la temporada de lluvias, los ríos del noreste (en el outback, en Queensland) fluyen hacia el lago. La cantidad de agua del monzón determina si el agua logrará alcanzar el lago y si lo hace, qué profundidad alcanzará. El lago también puede sufrir inundaciones pequeñas y moderadas, provocadas por el volumen de lluvias caídas en la zona. Lo normal es que haya inundaciones de 1,5 m (5 pies) cada tres años; de 4 m (13 pies), cada década y una inundación completa o casi, cuatro veces cada 100 años. El agua del lago se evapora rápidamente, de manera que las inundaciones menores y medias se secan hacia el final del verano siguiente.
El club de Vela del Lago Eyre consiste en un grupo de excéntricos que navega por el lago durante las inundaciones menores, las últimas ocurridas en 1997, 2000, 2001 y 2004.

## Geografía

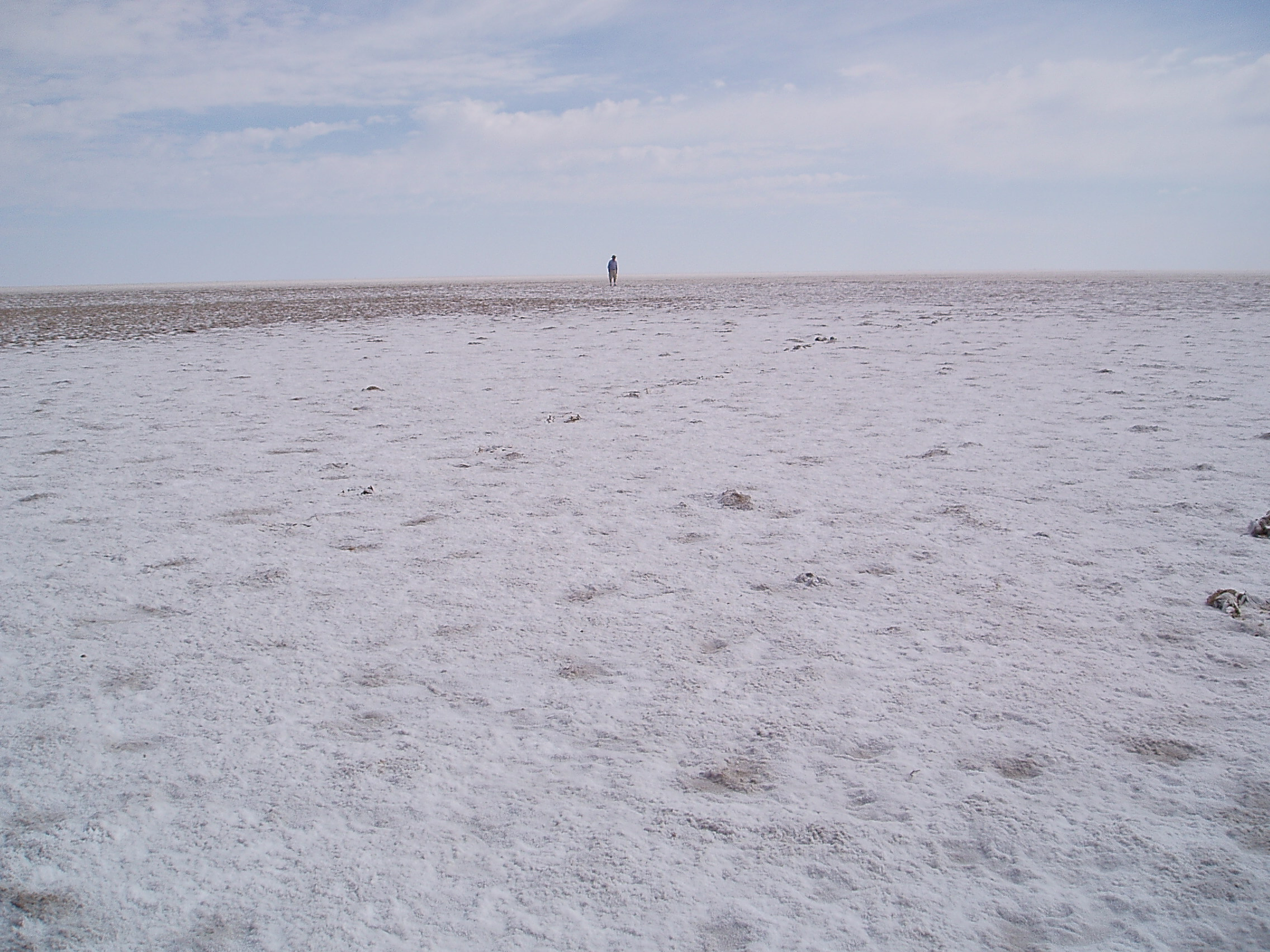
Costra de sal en el suelo del lago Eyre.

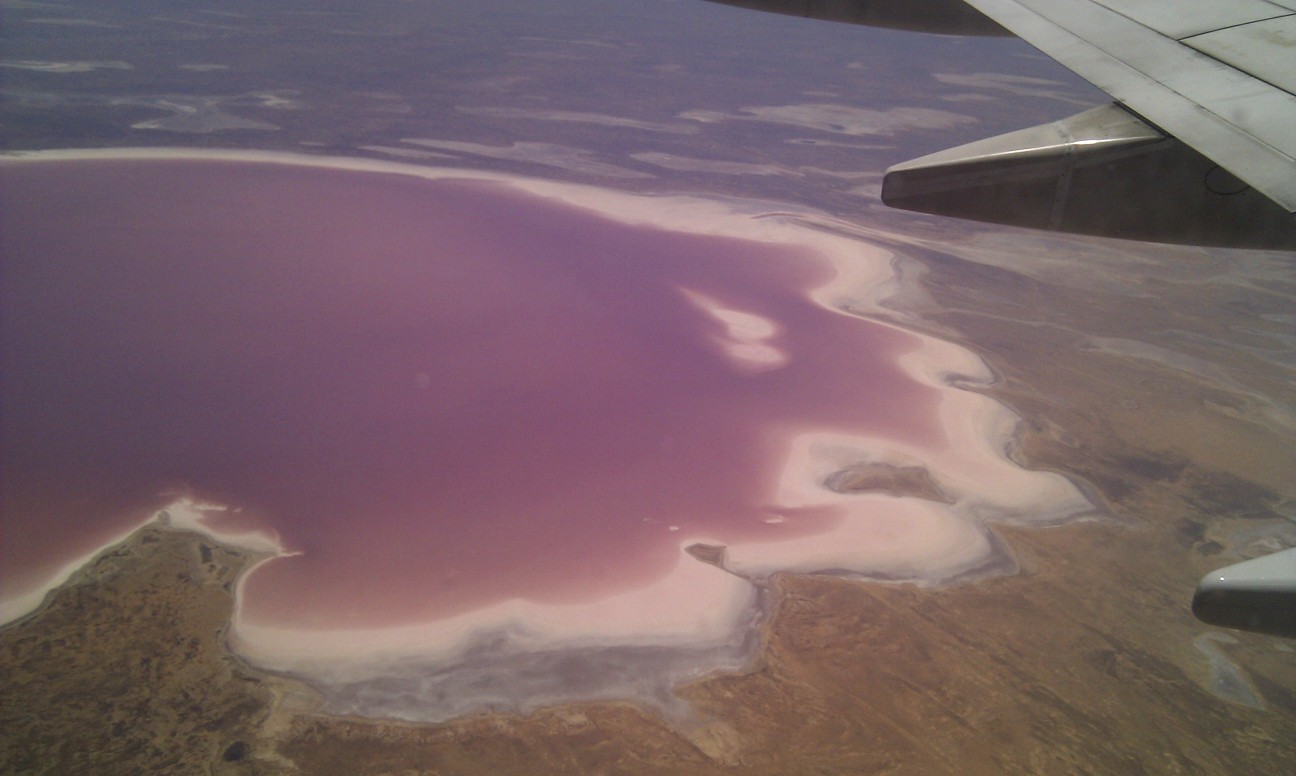
Kati Thanda-Lago Eyre visto desde un avión, mostrando la coloración rosa de las algas

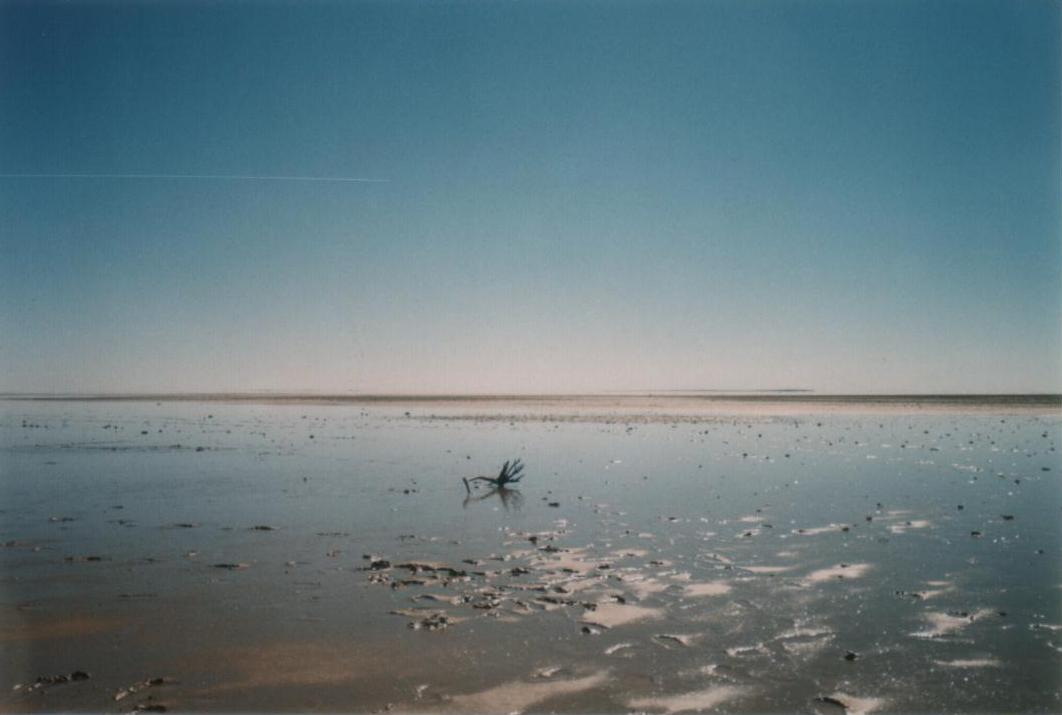
Kati Thanda-Lago Eyre sector sur.

Kati Thanda-Lago Eyre se encuentra en los desiertos de Australia central, en el norte de Australia del Sur. La cuenca del lago Eyre es un gran sistema endorreico que rodea el lecho del lago, cuya parte más baja está llena del característico salt pan causado por la expansión estacional y la posterior evaporación de las aguas atrapadas. Incluso en la estación seca, suele quedar algo de agua en Kati Thanda-Lake Eyre, que normalmente se acumula en más de 200 sub-lagos más pequeños dentro de sus márgenes. El lago se formó por procesos eólicos después de que se produjera un envejecimiento tectónico al sur tras el final de la época del Pleistoceno.
Durante la estación lluviosa, los ríos de la parte noreste de la cuenca del lago Eyre –en el outback (suroeste y centro) de Queensland– fluyen hacia el lago a través del Channel Country. La cantidad de agua procedente del monzón determina si el agua llegará al lago y, si lo hace, la profundidad que alcanzará el lago. La precipitación media en la zona del lago es de 100 a 150 milímetros (3,9 a 5,9 plg) al año.
La altitud −15 m (−49 pies) que se suele atribuir a Kati Thanda-Lake Eyre se refiere a las partes más profundas del fondo del lago, en la bahía Belt y el golfo Madigan. La línea de costa se encuentra a −9 m (−30 pies). El lago es la zona de máxima deposición de sedimentos en la cuenca del lago Eyre.
El lago Eyre está dividido en dos secciones que están unidas por el canal Goyder. Se conocen como Lago Eyre Norte, que tiene una longitud de 144 kilómetros (89,5 mi) y una anchura de 65 kilómetros (40,4 mi), y Lago Eyre Sur, que mide 65 por 24 kilómetros (40,4 por 14,9 mi). Las costras de sal son más gruesas -hasta 50 cm (19,7 plg)-en las subcuencas del sur de Belt Bay, Jackboot Bay y Madigan Gulf del lago Eyre Norte.
Desde 1883, se han hecho propuestas para inundar el lago Eyre con agua de mar llevada a la cuenca a través de un canal o tubería. El propósito era, en parte, aumentar la evaporación y, por tanto, incrementar las precipitaciones en la región a favor del viento de un lago Eyre ampliado. La precipitación añadida ha sido modelada como pequeña. Debido a la baja elevación de la cuenca por debajo del nivel del mar y a la elevada tasa de evaporación anual de la región (entre 2500 y 3500 milímetros (98,4 y 137,8 plg)), estos planes se han considerado generalmente poco prácticos, ya que es probable que la acumulación de depósitos de sal bloquee rápidamente el canal diseñado. A un ritmo de 1 cm (0,4 plg) evaporación por día, un viaducto de 3 m (3,3 yd) que fluyera a 0,5 m/s (1,8 km/h) suministraría suficiente agua para crear un mar de 100 km² (38,6 mi²). Si el agua salada no se devolviera al océano, precipitaría 90 000 toneladas largas (91 444,2 t) de sal cada año.

## Salinidad
La salinidad en el lago aumenta a medida que la corteza salina de 450 mm (18 plg) se disuelve durante un periodo de seis meses de una gran inundación, lo que provoca una muerte de peces masiva. Cuando está a más de 4 m (13 pies) de profundidad, el lago no es más salado que el mar, pero la salinidad aumenta a medida que el agua se evapora, produciéndose la saturación a una profundidad aproximada de 500 mm (20 plg). El lago adquiere una tonalidad rosada cuando se satura, debido a la presencia del pigmento beta-caroteno causado por el alga Dunaliella salina.

## Historia
Wangkangurru (también conocido como Arabana/Wangkangurru, Wangganguru, Wanggangurru, Wongkangurru)' es una lengua aborigen australiana hablada en el país de Wangkangurru. Está estrechamente relacionada con la lengua arabana de Australia del Sur. La región lingüística de Wangkangurru se encontraba tradicionalmente en la región fronteriza entre Australia del Sur y Queensland, tomando en Birdsville y extendiéndose hacia el sur en dirección a Innamincka y Kati Thanda, incluyendo las áreas de gobierno local de la Comarca de Diamantina, así como la Autoridad de Comunidades del Interior de Australia del Sur.

## Inundaciones

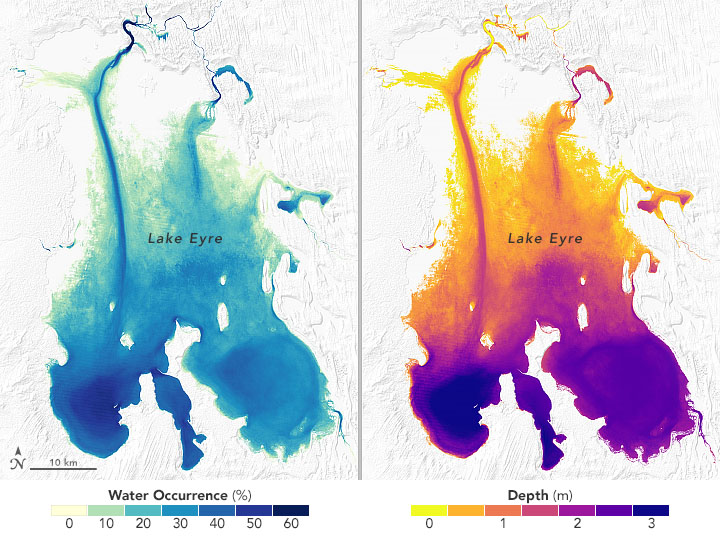
Mapa de la forma y profundidad (batimetría) del lago Eyre, 2020.

Normalmente se produce una 1,5 m (5 pies) inundación cada tres años, una 4 m (13 pies) inundación cada década, y un llenado o casi llenado unas pocas veces por siglo. El agua del lago se evapora pronto, y una inundación menor o media se seca al final del verano siguiente. La mayor parte del agua que entra en los lagos llega a través del río Warburton.
En años fuertes de La Niña, el lago puede llenarse. Desde 1885, esto ha ocurrido en 1886-1887, 1889-1890, 1916-1917, 1950, 1955, 1974-1977, y 1999-2001, con la mayor inundación de 6 m (20 pies) en 1974. Las lluvias locales también pueden llenar el Kati Thanda-Lake Eyre hasta 3-4 m (9,8-13,1 pies), como ocurrió en 1984 y 1989. Las lluvias torrenciales de enero de 2007 tardaron unas seis semanas en llegar al lago, pero sólo depositaron una pequeña cantidad de agua en él.
Cuando está recién inundado, el lago es casi fresco, y en él pueden sobrevivir peces nativos de agua dulce, como el sargo óseo (Nematolosa erebi), la subespecie de perca dorada de la cuenca del lago Eyre (Macquaria ambigua) y varias especies pequeñas de cabeza dura (Craterocephalus spp.).

### 2009 a 2011

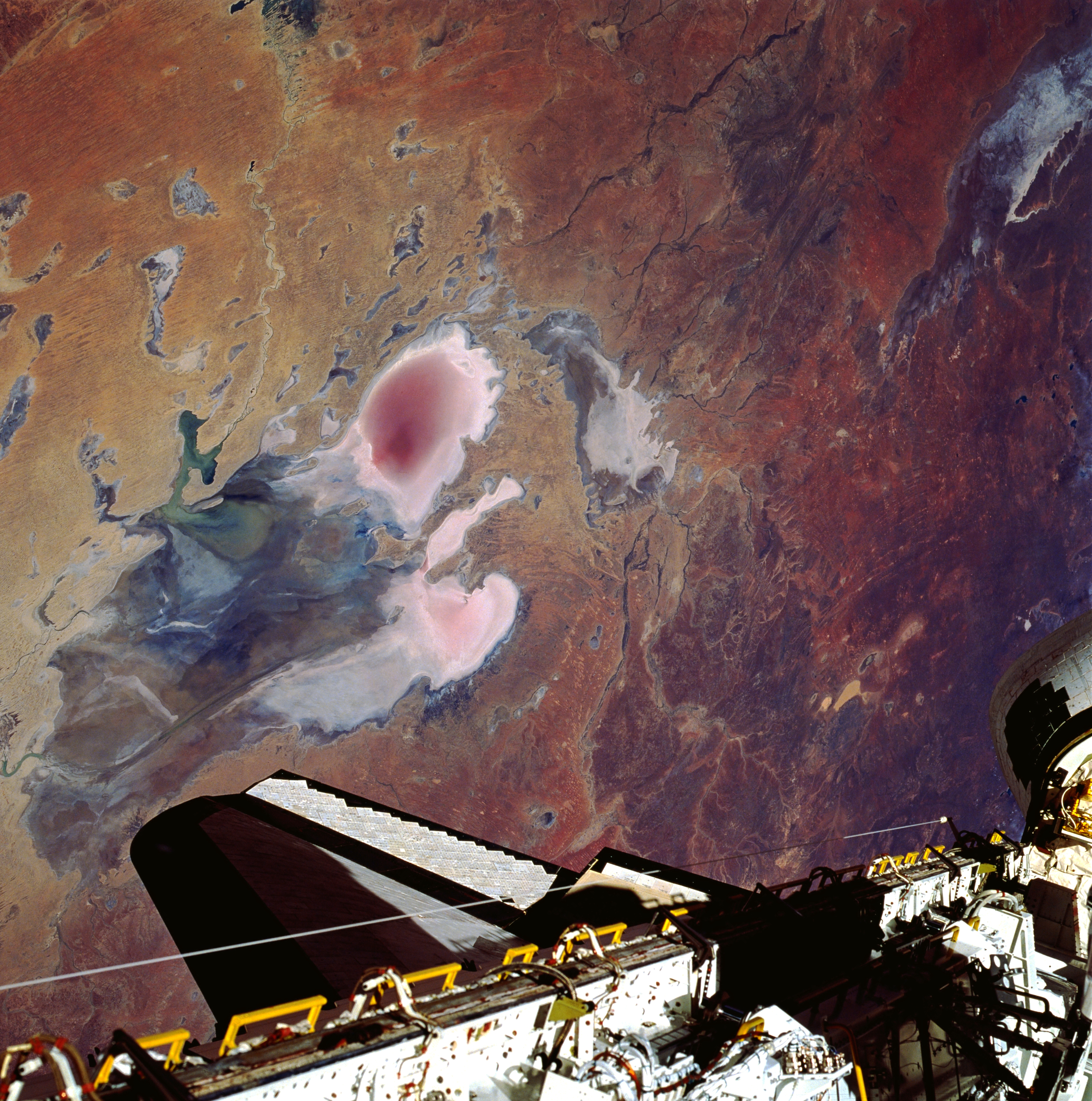
El lago Eyre en 1990, visto desde el Transbordador espacial Columbia.

La crecida del lago Eyre en 2009 alcanzó una profundidad de 1,5 m (5 pies) a finales de mayo, lo que supone una cuarta parte de su profundidad máxima registrada de 6 m. Unos 9 km³ de agua cruzaron la frontera entre Queensland y el sur de Australia, y la mayor parte procedía de las enormes inundaciones del río Georgina. Sin embargo, debido a las escasas precipitaciones en los tramos inferiores de estos ríos (que contrastan con las intensas lluvias en las cuencas superiores), la mayor parte se empapó en el desierto o se evaporó de camino al lago, dejando menos de 4 km³ en el lago, que cubrió un área de 800 km² (309 mi²), o el 12% del total. Como la inundación no empezó a llenar el punto más profundo del lago (Belt Bay) hasta finales de marzo, apenas aparecieron aves, que prefirieron anidar en la parte alta de la cuenca del lago Eyre, al norte de Birdsville, donde aparecieron grandes lagos en enero como consecuencia de las lluvias monzónicas.
Las elevadas precipitaciones del verano de 2010 enviaron agua de crecida a las cuencas del Diamantina, del Georgina y del arroyo Cooper de la cuenca del lago Eyre, y el arroyo Cooper llegó al lago por primera vez desde 1990. El aumento de las precipitaciones hizo que muchas aves diferentes volvieran a migrar a la zona para reproducirse.
Las fuertes lluvias locales de principios de marzo de 2011 en las cuencas de Stuart Creek y Warriner llenaron el lago Eyre Sur, y el lago Eyre Norte quedó cubierto en un 75% por el agua procedente primero de los ríos Neales y Macumba. Ríos, y más tarde del río Warburton.

### 2015 a 2016
A finales de 2015, el agua comenzó a fluir en el lago Eyre tras las fuertes lluvias en el noreste del estado.

### 2019
A finales de marzo de 2019, las aguas empezaron a llegar como consecuencia de las lluvias torrenciales caídas en el norte de Queensland en enero. En el pasado, el agua había tardado entre tres y diez meses en llegar al lago, pero esta vez lo hizo en dos. A la primera inundación le seguiría de cerca otra oleada, tras las lluvias producidas por la Ciclón Trevor. Los propietarios tradicionales y los pastores coinciden en que es fundamental que el río siga su curso y no se debe cosechar durante las crecidas, ya que cualquier interferencia en los sistemas naturales podría dañar el ecosistema.

## Biota
El fitoplancton del lago incluye Nodularia spumigena y varias especies de Dunaliella.

### Aves
Aves como el pelícano y la cigüeñuela pechiroja son atraídas por el lago lleno desde las regiones costeras del sur de Australia y desde lugares tan lejanos como Papúa Nueva Guinea. Durante la inundación de 1989-1990, se calcula que 200.000 pelícanos, el 80% de la población total de Australia, acudieron a alimentarse y posarse en el lago Eyre. En la actualidad, los científicos no pueden determinar cómo estas aves parecen ser capaces de detectar el llenado del lago, incluso cuando se encuentran a cientos o miles de kilómetros de la cuenca.